# Paul Nesbitt
Paul H. Nesbitt (1904 - 1985) fue un economista, antropólogo y profesor universitario, oriundo de los Estados Unidos de América que realizó investigaciones etnográficas sobre diversas etnias mayas. Fue miembro de la Academia de Ciencias de Alabama, en los Estados Unidos.

## Datos biográficos
Se doctoró en antropología en la Universidad de Chicago. Después cursó un posdoctorado en la Universidad del Sur de California. Fue profesor en el Beloit College y curador del Museo Logan de Antropología. De 1945 a 1948 fue director del Museo Nacional de Arqueología y Etnología de Guatemala. Durante esa misma temporada realizó estudios sobre las etnias quiché, mame y kakchikel patrocinado por la Fundación Rockefeller.
Más tarde, en Yucatán, desarrolló un estudio sobre el comercio rural de la península refiriéndolo particularmente al caso de Ticul, población de aquel estado mexicano.

## Obra
- The Survival Book (1959)
- A Pilot's Survival Manual (1978).